# Katedra cesarska
Katedra cesarska (niem. Kaiserdom) – budynek kościelny o ściśle określonym układzie przestrzennym, dostosowanym do specjalnej funkcji, będącym ilustracją równowagi potęgi władzy kościelnej i cesarskiej. Najważniejszą cechą katedry cesarskiej jest połączenie dwóch osobnych świątyń, z których część zachodnia była zastrzeżona dla cesarza, wschodnia zaś – dla kościelnego hierarchy.
Świątynia tego typu była zazwyczaj siedzibą biskupa i najwyższego w wiekach średnich reprezentanta władzy świeckiej, który zajmował swoją znaczącą pozycję w liturgii i innych uroczystościach. Katedry cesarskie były miejscami koronacji króla niemieckiego na cesarza, ponadto pełniły funkcję mauzoleum cesarskiego.
W dobie romanizmu idea równowagi potęg sakralnej i świeckiej znalazła swoje odzwierciedlenie w dwuchórowym układzie świątyni – od strony zachodniej wznoszono chór cesarski, od wschodniej, zgodnie z orientowaniem, chór kapłański – prezbiterium. Oba chóry łączy trójnawowy korpus nawowy. Korpusy charakteryzują się systemem wiązanym – jednemu przęsłu nawy głównej odpowiadają dwa przęsła nawy bocznej. Plan przęseł jest zbliżony do kwadratu. W przypadku katedr w Spirze, Moguncji i Wormacji oba chóry zostały zaakcentowane na zewnątrz oktogonalnymi wieżami, które flankują pary bocznych wież. Typ przestrzenny romańskiej katedry cesarskiej został powtórzony w kilku innych świątyniach na terenie Rzeszy, np. w kościele Benedyktynów w Maria Laach.
Zachodnią część katedry w Akwizgranie tworzy westwerk i karolińska kaplica będąca miejscem koronacji królów Niemiec, konsekrowana w 805 przez papieża Leona III. Wewnątrz znajduje się tron Karola Wielkiego oraz relikwiarz władcy. Część wschodnią, biskupią stanowi gotyckie prezbiterium powstałe w latach 1355-1414 wzorowane na paryskiej Sainte-Chapelle mieszczące m.in. relikwie NMP. Katedry w Bambergu i Königslutter są uproszczeniem typu nadreńskiej katedry cesarskiej. W przypadku katedry we Frankfurcie nad Menem architektura jest zgoła odmienna niż powyższe dzieła, plan świątyni zbliżony jest do krzyża greckiego, zarówno na zewnątrz, jak i wewnątrz dominują formy gotyckie. Frankfurcka świątynia jest zaliczana w poczet katedr cesarskich wyłącznie dzięki swojej funkcji.
Miano katedry cesarskiej posiada siedem kościołów położonych na terenie zachodnich Niemiec:
| Ilustracja | Katedra                                              | Funkcja świątyni |
| ---------- | ---------------------------------------------------- | --- |
|            | Katedra pw NMP w Akwizgranie                         | Katedra wzniesiona na kanwie dawnej kaplicy pałacowej przylegającej do palatium – rezydencji cesarskiej Karola Wielkiego. Miejsce koronacji królów Niemiec (od 936 do 1531) i spoczynku Karola Wielkiego. |
|            | Katedra pw. NMP i Św. Szczepana w Spirze             | Fundacja cesarska władców z dynastii salickiej – Konrada II, Henryka III i Henryka IV. Miejsce spoczynku cesarzy Konrada II (zm. 1039) i jego żony Gizeli (zm. 1043), Henryka III (zm. 1056), syna Konrada II, Henryka IV (zm. 1106), syn Henryka III, oraz jego żony Berty (zm. 1087), Henryka V (zm. 1125), królów Filipa Szwabskiego (zm. 1208), Rudolfa I Habsburga (zm. 1291), Adolfa z Nassau (zm. 1298), Albrechta I Habsburga (zm. 1308), Adelajdy, córki cesarza Henryka IV, cesarzowej Beatrycze (zm. 1184), drugiej żony Fryderyka Barbarossy oraz jej córki Agnieszki. |
|            | Katedra pw. Św. Marcina i Św. Szczepana w Moguncji   | Fundacja cesarza Henryka IV Salickiego. Kościół ten powstał na miejscu starszej katedry zniszczonej przez pożar. Miejsce koronacji Henryka II (6 czerwca 1002), Konrada II (8 września 1024) |
|            | Katedra pw. Św. Piotra w Wormacji                    | Miejsce zaakceptowania konkordatu wormackiego zawartego dnia 23 września 1122 pomiędzy Henrykiem V a papieżem Kalikstem II |
|            | Katedra w Bambergu pw. Św. Piotra i Św. Jerzego      | Fundowana przez Henryka II i Kunegundę Luksemburską. Miejsce pochówku tej pary cesarskiej. |
|            | Katedra pw. Św. Bartłomieja we Frankfurcie nad Menem | Obecna katedra jest piątą świątynią na tym miejscu. Drugi kościół był fundowany przez cesarza Ludwika I Pobożnego. Na mocy Złotej Bulli miejsce elekcji króla niemieckiego od 1376 r. (elekcja Wacława IV), koronacji królów niemieckich (od 1531) i cesarzy (w latach 1562-1792). |
|            | Katedra im. śś. Piotra i Pawła w Königslutter am Elm | Fundacja cesarza Lotara III. Miejsce pochówku tegoż władcy. |